# Lydia (Vorname)
Lydia ist ein griechischer weiblicher Vorname, der auch in anderen christlich geprägten Ländern verbreitet ist. Er bedeutet „Frau aus Lydien“.

## Namenstag
Der katholische Namenstag Lydias ist der 3. August, zurückgehend auf die in der Apostelgeschichte des Lukas erwähnte Purpurhändlerin Lydia von Philippi.

## Bekannte Namensträgerinnen
- Lydia Aadre (1904–1957), estnische Sängerin in der Stimmlage Sopran
- Lydia Becker (1827–1890), britische Frauenrechtlerin und Botanikerin
- Lydia Benecke (* 1982), deutsche Kriminalpsychologin und Schriftstellerin
- Lydia Burns (1827–1878), irische Baumwollspinnerin, zweite Ehefrau von Friedrich Engels
- Lydia Cacho (* 1963), mexikanische Journalistin, Feministin und Menschenrechtsaktivistin
- Lydia Daher (* 1980), deutsche Dichterin und Sängerin
- Lydia Eberhardt (1913–1997), deutsche Speerwerferin und Fünfkämpferin
- Lydia Galochkina (* 1956), sowjetisch-deutsche Künstlerin, Autorin und Lehrerin
- Lydia Hartl (* 1955), deutsche Psychologin, Medienwissenschaftlerin und Kulturmanagerin
- Lydia Hastings (* 1990), US-amerikanische Fußballspielerin
- Lydia Hearst (* 1984), US-amerikanisches Model, Schauspielerin, Modedesignerin und Bloggerin
- Lydia Kath (1906–1978), deutsche Schriftstellerin
- Lydia Koidula (1843–1886), estnische Lyrikerin und Dramatikerin
- Lydia Lassila (* 1982), australische Freestyle-Skierin
- Lydia Leonard (* 1981), britische Schauspielerin
- Lydia Lopokova (1892–1981), russische Balletttänzerin
- Lydia Lunch (* 1959), US-amerikanische Sängerin, Dichterin und Schauspielerin
- Lydia Mei (1896–1965), estnische Malerin
- Lydia Möcklinghoff (* 1981), deutsche Zoologin, Tropenökologin, Autorin und Ameisenbärenforscherin
- Lydia Morgenstern (* 1989), deutsche Synchronsprecherin
- Lydia Neunhäuserer (* 1973), österreichische Dichterin und Schriftstellerin
- Lydia Pockaj (* 1980), deutsche Sängerin mit polnischer Abstammung
- Lydia Prenner-Kasper (* 1982), österreichische Kabarettistin, Schauspielerin und Sängerin
- Lydia Rabinowitsch-Kempner (1871–1935), Mikrobiologin, erste Berliner Professorin
- Lydia Rode (* 1992), deutsche Künstlerin und Illustratorin
- Lydia Rosenfelder (* 1982), deutsche Journalistin
- Lydia Sicher (1890–1962), österreichisch-amerikanische Psychiaterin
- Lydia Teuscher (* 1975), deutsche Opern-, Konzert- und Liedsängerin (Sopran)
- Lydia Vandenbergh (* 1984), US-amerikanische Fußballspielerin
- Lydia Waldmüller (* 1986), österreichische Triathletin und Duathletin
- Lydia Welti-Escher (1858–1891), schweizerische Mäzenin und Gründerin einer Kunststiftung
- Lydia West (* 1993), britische Schauspielerin
- Lydia Wilson (* 1984), britische Schauspielerin
- Lydia Zborschil (* 1967), deutsche Sopranistin, Gesangspädagogin und Komponistin

### Variante Lidia
- Lidia Amejko (* 1955), polnische Dramatikerin und Romanautorin
- Lidia Baich (* 1981), österreichische Geigerin
- Lidia Berroeta (1880–1943), chilenische Bildhauerin
- Lidia Biondi (1942–2016), italienische Schauspielerin
- Lidia Borda (* 1966), argentinische Tangosängerin
- Lidia Brito (* 1965), mosambikanische Umweltingenieurin
- Lidia Chojecka (* 1977), polnische Mittel- und Langstreckenläuferin
- Lidia Fidura (* 1990), polnische Boxerin
- Lidia Joanna Geringer de Oedenberg (* 1957), polnische Politikerin
- Lidia Grychtołówna (* 1928), polnische Pianistin
- Lidia Gueiler Tejada (1921–2011), erste Präsidentin Boliviens
- Lídia Jorge (* 1946), portugiesische Schriftstellerin
- Lidia Kalendareva (* 1982), in Berlin lebende Film- und Ballettkomponistin sowie Konzertpianistin
- Lidia Kopania (* 1978), polnische Sängerin
- Lidia Korsakówna (1934–2013), polnische Film-, Fernseh- und Theaterschauspielerin
- Lidia Książkiewicz (* 1977), polnische, in Frankreich lebende Pianistin, Organistin, Cembalistin und Musikpädagogin
- Lidia Menapace (1924–2020), italienische feministische Politikerin und Publizistin
- Lidia Morawska (* 1952), polnisch-australische Physikerin
- Lidia Parada (* 1993), spanische Speerwerferin
- Lidia Șimon (* 1973), rumänische Langstreckenläuferin
- Lidia Staroń (* 1960), polnische Politikerin
- Lidia Wysocka (1916–2006), polnische Schauspielerin, Sängerin und Theaterregisseurin
- Lidia Zamenhof (1904–1942), polnische Esperanto-Lehrerin und -Übersetzerin, aktive Förderin des Homaranismo
- Lidia Zielińska (* 1953), polnische Komponistin

### Variante Lidija
- Lidija Nikolajewna Alfejewa (1946–2022), sowjetische Weitspringerin
- Lidija Syssojewna Boldyrewa (1934–1991), sowjetisch-russische Volleyballnationalspielerin, Weltmeisterin und Europameisterin
- Lidija Iwanowna Charlemagne (1915–1963), russisch-sowjetische Malerin
- Lidija Jewgenjewna Durkina (* 1997), russische Skilangläuferin
- Lidija Dmitrijewna Gromowa-Opulskaja (1925–2003), sowjetische und russische Philologin und Literaturwissenschaftlerin
- Lidija Herassymtschuk (1922–1958), ukrainische Primaballerina
- Lidija Gawrilowna Iwanowa (* 1937),  sowjetische Turnerin, zweifache Olympiasiegerin und Trainerin
- Lidija Muchtarowna Jussupowa (* 1961), russische Anwältin und Menschenrechtlerin
- Lidija Kuliš (* 1992), bosnisch-herzegowinische Fußballspielerin
- Lidija Wladimirowna Litwjak (1921–1943/Stalingrad), sowjetische Jagdfliegerin im Zweiten Weltkrieg
- Lidija Andrejewna Ruslanowa (1900–1973), sowjetische Folkloresängerin
- Lidija Pawlowna Skoblikowa (* 1939), ehemalige sowjetische Eisschnellläuferin
- Lidija Nikolajewna Smirnowa (1915–2007), sowjetische und russische Schauspielerin
- Lydia Tschukowskaja (1907–1996), russische Schriftstellerin